# Blechnum parrisii
Blechnum parrisii är en kambräkenväxtart som beskrevs av Maarten J.M. Christenhusz. Blechnum parrisii ingår i släktet Blechnum och familjen Blechnaceae. Inga underarter finns listade.